# Ponte aérea
Ponte aérea é uma ligação aérea de rotas que vem possibilitar a união e a entrega de materiais entre dois pontos ou mais através de transporte aéreo.
Uma ponte aérea é um meio que vem ajudar em caso de extrema necessidade quando é impossível a ligação por meios terrestres ou marítimos, por diversas razões ou porque é mesmo o melhor meio de transporte entre especificas rotas ou devido a sua carga, pode-se considerar também a ligação mais rápida entre pontos afastados.
Uma ponte aérea pode ter várias razões de existir, desde a pontes aéreas para ajudar em relação a Logística militar, causas humanitárias entre outras.
As pontes aéreas podem ter o inconveniente de serem de cargos financeiros elevados comparando com os outros meios de ligação.